# Ahmad Zahir
Ahmad Zahir (persa: احمد ظاهر) (Kabul, 14 de juny de 1946 - Túnel de Salang, 14 de juny de 1979) fou un cantant afganès. Fill d'un metge reial, fou extremadament popular. Va revolucionar la música afganesa barrejant la guitarra elèctrica i la bateria amb els instruments tradicionals com la tabla i l'armoni. Dins del seu repertori hi va rebutjar els versos austers dels vells cantaires i somreia mentre interpretava, cosa gens comú fins llavors a l'Afganistan.

## Defunció
Zahir va morir el 14 de juny de 1979, curiosament el dia del seu 33è aniversari. La versió oficial va ser que va morir en un accident de cotxe, però se sap per testimonis que va morir d'un tret al cap. El seu fill Rishad Zahir viu actualment als Estats Units.

## Discografia
- Entre 1965 i 1978 va fer més de 10 àlbums privats.
- Tan sols va gravar 2 vídeos musicals en Radio Kabul TV: "Laylee Jaan" el 1976 i "Khuda Buwat Yarret" el 1977.
- Ahmad Zahir va gravar diverses cançons als estudis de Radio Kabul i Radio Afghanistan de les que més tard van sortir vuit àlbums.

### Àlbums amb Afghan Music
- Vol. 1 - Dilak am (1967)
- Vol. 2 - Bahar (1967)
- Vol. 3 - Shab ha ye zulmane (1968)
- Vol. 4 - Mother (1969)
- Vol. 5 - Awara (1969)
- Vol. 6 - Ghulam-e Qamar (1970)
- Vol. 7 - Sultan Qalbaam (1970)
- Vol. 8 - Az Ghamat Hy Nazaneen (1971)
- Vol. 9 - Gulbadaan (1971)
- Vol. 10 - Yaare Bewafa (1971)
- Vol. 11 - Lylee (1971)
- Vol. 12 - Ahmad Zahir and Jila (1972)
- Vol. 13 - Ahange Zindagee (1972)
- Vol. 14 - Shab-e Hijraan (1973)

Nota: A les versions en cassette de molts dels àlbums de Zahir amb Afghan Music falten algunes cançons que hi són als discos de vinil originals.

### Àlbums amb Ariana Music
- Vol. 1 - Daard-e Dil (1972)
- Vol. 2 - Mosum-e Gul (1977)

Nota: Els àlbums originals d'Ariana Music contenen moltes pistes ocultes.

### Àlbums amb Music Center
- Vol. 1 - Ashiq rooyat Mon (1973)
- Vol. 2 - Neshe Gashdum (1976)
- Vol. 3 - Lylee Jaan (1977)
- Vol. 4 - Ahmad Zahir Ba Sitara Haa (1977)
- Vol. 5 - To Baamanee (1978)

### Àlbums privats
- Shamali
- Hindi Songs
- Afghanistan Songs
- Agar Bahar Byayad
- Ahmad Zahir & Nainawaaz
- Almase-Sharq
- Gulhaayi-Jawedan
- Gulhayi Nafaramoshshuda
- Khateraha
- Khudaat-Medani Guleman
- Laily-Laily-Jan
- Raaze-Penhan
- Soorodhayie-Jawedan
- Yaad-Mandaha
- Zindani